# Mose Allison
Mose Allison (Tippo, 1927. november 11. – Hilton Head Island, 2016. november 15.) amerikai dzsesszzongorista, énekes, dalszerző.

## Pályafutása
1956-ban költözött a Mississippi állambeli Tippóból New Yorkba. A 20. századi blues egyik legjobb dalszerzőjének tartották. Dalai élénk hangulatokat tudtak kiváltani személyes, tréfás, vagy finoman ironikus humorral. Olyan dzsesszmuzsikusokkal játszott, mint Stan Getz, Al Cohn, Zoot Sims.
A R&B-n felnőtt rajongói egyre-másra rögzítették dalait, így pl. Pete Townshend, aki 1970-ben felvette a „Young Man Blues”-t is egy albumába.
John Mayall csak egyike volt azoknak, akik számos dalát interpretálták. Az 1980-as években is nőtt a népszerűsége az újabb rajongók körében. Van Morrison, Georgie Fame és Ben Sidran dolgozott vele.
Zenéje komoly hatással volt Jimi Hendrixre, JJ Cale-re, a Yardbirdsre, a Rolling Stonesra, Tom Waitsre, Pete Townshendre.
2006-ban bekerült a »Long Island Music Hall of Fame«-be.

## Albumok
- Back Country Suite (1957)
- Local Color (1957)
- Mose Allison Sings (1957)
- Young Man Mose (1958)
- Ramblin’ with Mose (1958)
- Autumn Song (1959)
- A Modern Jazz Premiere (1959)
- Transfiguration of Hiram Brown (1959)
- I Love the Life I Live (1960)
- V-8 Ford Blues (1961)
- Take to the Hills (1961)
- That’s Jazz (1962)
- I Don’t Worry About a Thing (1962)
- Swingin’ Machine (1962)
- The Song of Mose Allison (1964)
- The Word from Mose Allison (1964)
- Wild Man on the Loose (1965)
- Mose Alive! (1965)
- I’ve Been Doin’ Some Thinkin’ (1968)
- Hello There, Universe (1969)
- Western Man (1971)
- Mose in Your Ear – live (1972)
- Your Mind Is on Vacation (1976)
- Pure Mose – live (1978)
- Middle Class White Boy (1982)
- Lesson in Living – live (1982)
- Ever Since the World Ended (1987)
- The Best of Mose Allison (1988)
- My Backyard (1989)
- The Earth Wants You – live (1993)
- Gimcracks and Gewgaws (1997)
- The Mose Chronicles: Live in London, vol. 1 (2001)
- The Mose Chronicles: Live in London, vol. 2 (2002)
- The Way of the World (2010)
- Back Country Suite (1957)
- Local Color (1957)
- Mose Allison Sings (1957)
- Young Man Mose (1958)
- Ramblin’ with Mose (1958)
- Autumn Song (1959)
- A Modern Jazz Premiere (1959)
- Transfiguration of Hiram Brown (1959)
- I Love the Life I Live (1960)
- V-8 Ford Blues (1961)
- Take to the Hills (1961)
- That’s Jazz (1962)
- I Don’t Worry About a Thing (1962)
- Swingin’ Machine (1962)
- The Song of Mose Allison (1964)
- The Word from Mose Allison (1964)
- Wild Man on the Loose (1965)
- Mose Alive! (1965)
- I’ve Been Doin’ Some Thinkin’ (1968)
- Hello There, Universe (1969)
- Western Man (1971)
- Mose in Your Ear – live (1972)
- Your Mind Is on Vacation (1976)
- Pure Mose – live (1978)
- Middle Class White Boy (1982)
- Lesson in Living – live (1982)
- Ever Since the World Ended (1987)
- The Best of Mose Allison (1988)
- My Backyard (1989)
- The Earth Wants You – live (1993)
- Gimcracks and Gewgaws (1997)
- The Mose Chronicles: Live in London, vol. 1 (2001)
- The Mose Chronicles: Live in London, vol. 2 (2002)
- The Way of the World (2010)